# Micrococca scariosa
Micrococca scariosa là một loài thực vật thuộc họ Euphorbiaceae. Loài này có ở Kenya và Tanzania.